# دموخ-رنتکی
دموخ-رنتکی (به لهستانی:  Dmochy-Rętki) یک روستا در لهستان است که در گمینا بیلانه واقع شده‌است.